# Греко-французские отношения
Греко-французские отношения — двусторонние дипломатические отношения между Грецией и Францией. Государства установили дипломатические отношения в 1833 году, через три года после провозглашения независимости Греции. Благодаря прочным культурным и историческим связям, эти страны имеют традиционно сильные и особые отношения и стратегический союз на протяжении десятилетий, а в настоящее время также поддерживают прочные дипломатические контакты.
Государства являются членами Европейского союза (ЕС), Организации Объединённых Наций (ООН) и НАТО, а также сотрудничают во многих других многосторонних организациях, таких как: Франкофония, Организация по безопасности и сотрудничеству в Европе (ОБСЕ) и Союз для Средиземноморья.

## История
Отношения уходят корнями в классическую античность, когда древнегреческие колонии были основаны в доримской Галлии, наиболее важной из которых был Марсель, расположенный на юго-востоке Франции и который сегодня является старейшим городом страны, а также вторым по величине городом по численности населения. Из Марселя и других греческих колоний товары и прочие элементы греческой цивилизации, включая монеты, распространились вглубь страны. Галлы, в свою очередь, стали частью эллинистического мира после III века до нашей эры, после вторжения галлов на Балканы и их заселения в Галатии в Малой Азии.
В средние века французские крестоносцы сыграли важную роль в Четвёртом крестовом походе и основали несколько государств в Греции после распада Византийской империи в 1204 году. Так начался период, известный как франкократия в Греции. Основными государствами французских крестоносцев были: Ахейское княжество и Афинское герцогство, в то время как другие государства Западной Европы были в основном итальянскими (Ломбардия, Венецианская республика или Генуэзская республика).
В современную эпоху Просвещение и идеи Великой французской революции оказали влияние на основных мыслителей Новогреческого просвещения, таких как: Адамантиос Кораис (который жил во Франции) и Ригас Фереос, и сформировали идеологическую основу для Греческой войны за независимость. Французские войска также оккупировали Ионические острова во время Наполеоновских войн, проложив путь к созданию первого независимого греческого государства современности — Республики Семи Островов. Во время Греческой войны за независимость, которая началась в 1821 году, французские филэллины сыграли важную роль, предоставив столь необходимый военный опыт и пропагандируя движение за независимость Греции за рубежом. Среди наиболее влиятельных французов был Шарль Николя Фавье, основатель современной греческой регулярной армии. Французские корабли также приняли участие в решающем Наваринском сражении, которое обеспечило обретение независимости Греции и французский экспедиционный корпус высадился в этой стране в 1828 году, чтобы помочь выбить оставшиеся османские гарнизоны.
Наряду с Великобританией и Российской империей Франция стала одной из держав-гарантов независимого Королевства Греция. Это отразилось на внутренней политике Греции во время правления короля Оттона I, когда Французская партия соперничала за влияние с соперничающими Английской и Русской партиями. Великобритания постепенно заняла доминирующее положение в Греции после 1860-х годов, но Франция все еще сохраняла определенное влияние, особенно в культурных и военных делах. Французские военные миссии были предназначены для модернизации греческой армии (в 1884—1887 и 1911—1914). До первых десятилетий XX века французский язык был единственным обязательным иностранным языком в греческих школах, будучи самым распространенным иностранным языком среди греков.
Франция также сыграла ведущую роль в привлечении Греции для участия в Первой мировой войне, приняв участие в Национальном расколе на стороне премьер-министра Элефтериоса Венизелоса. Французские войска, сотрудничали с Элефтериосом Венизелосом и противостояли силам роялистов в Афинах, а в июне 1917 года помогли свергнуть прогерманского короля Константина I. После Пожара в Салониках французская архитектурная комиссия под руководством Эрнеста Эбрара разработала современный городской план города.
Однако, прогреческая политика французского правительства и профранцузская политика Греции, были полностью изменены после поражения Элефтериоса Венизелоса на выборах в ноябре 1920 года и возвращения Константина I. В результате Франция поддержала лидера турецких националистов Мустафу Кемаля Ататюрка в его войне против Греция.
Греция и Франция были союзниками во время Второй мировой войны. Многие политические эмигранты, в основном левые, также нашли убежище во Франции во время правления греческой военной хунты (1967—1974).

## Двустороннее сотрудничество
Государства были союзниками во время обеих мировых войн, Корейской войны и холодной войны и не противостояли друг другу. Страны имеют дружественный и стратегический союз на протяжении десятилетий и являются полноправными членами многих международных организаций, включая: ООН, Европейский союз, НАТО, Всемирную торговую организацию и ОБСЕ. Греция является полноправным членом организации Франкофонии с 2004 года. Регулярно проводятся визиты на высоком уровне и частые контакты между главами государств. Франция и Греция сотрудничают во многих областях, включая культурную, научную, судебную и военную. Несколько греческих городов, особенно Аргос и Афины, являются местами для французских школ, где студенты из обеих стран учатся и сотрудничают в области археологии и истории.
Тот факт, что три президента Франции (Шарль Де Голль, Николя Саркози и Франсуа Олланд) были редкими иностранными лидерами в истории современной Греции, имевшими честь выступить в парламенте страны, что является свидетельством крепкой связи между народами.

## Военное сотрудничество
Государства поддерживают очень тесное военное сотрудничество: ежегодно участвуют в различных военных учениях и учениях в Восточном Средиземноморье, наряду с другими странами, такими как Италия, Египет и Израиль. К таким учениям относятся «Medusa 2016» и операция «Bright Star». Кроме того, ВМС Франции и ВМС Греции тесно сотрудничают по вопросам, касающимся безопасности Средиземноморского региона, с флагманом ВМС Франции авианосцем «Шарль де Голль», время от времени посещающим военно-морскую базу Греции на Крите, единственный морской порт, способный обслуживать крупнейшие авианосцы в регионе.
В настоящее время Греция закупила ряд французских систем вооружения: быстроходные ударные катера «La Combattante IIa», «III» и «IIIb», танки AMX-30 и бронетранспортеры AMX-10P, а также истребители Dassault Mirage F1 и Dassault Mirage 2000. В 2009 году было объявлено о покупке шести фрегатов типа FREMM, но так и не было реализовано из-за начавшегося долгового кризиса Греции. В 2019 году начались переговоры между правительствами Греции и Франции о покупке фрегатов типа FDI. 12 сентября 2020 года премьер-министр Греции Кириакос Мицотакис объявил о сделке по поставке оружия с Францией на покупку истребителей Dassault Rafale и многоцелевых фрегатов FREMM, а также о наборе 15 000 дополнительных военнослужащих на фоне напряжённости с Турцией в восточном Средиземноморье. В сделку на поставку оружия на 2,5 миллиарда евро входят 18 самолетов Dassault Rafale.

## Энергетическое сотрудничество
Государства сотрудничают в энергетическом секторе и являются членами Восточно-Средиземноморского газового форума, целью которого является развитие регионального сотрудничества в области энергетики.

## Греко-французский альянс
Лозунг «Греко-французский альянс» восходит к политической и дипломатической помощи, которую Франция оказала Греции и Константиносу Караманлису во время отказа от военной хунты и перехода к демократической форме правления в 1974 году, и в наши дни часто используется для обозначения глубоких исторических, культурных и политических отношений и тесного дипломатического сотрудничества между двумя странами.

## Дипломатические представительства
- Греция имеет посольство в Париже и генеральное консульство в Марселе[15].
- Франция содержит посольство в Афинах и генеральное консульство в Салониках[16].

## Галерея

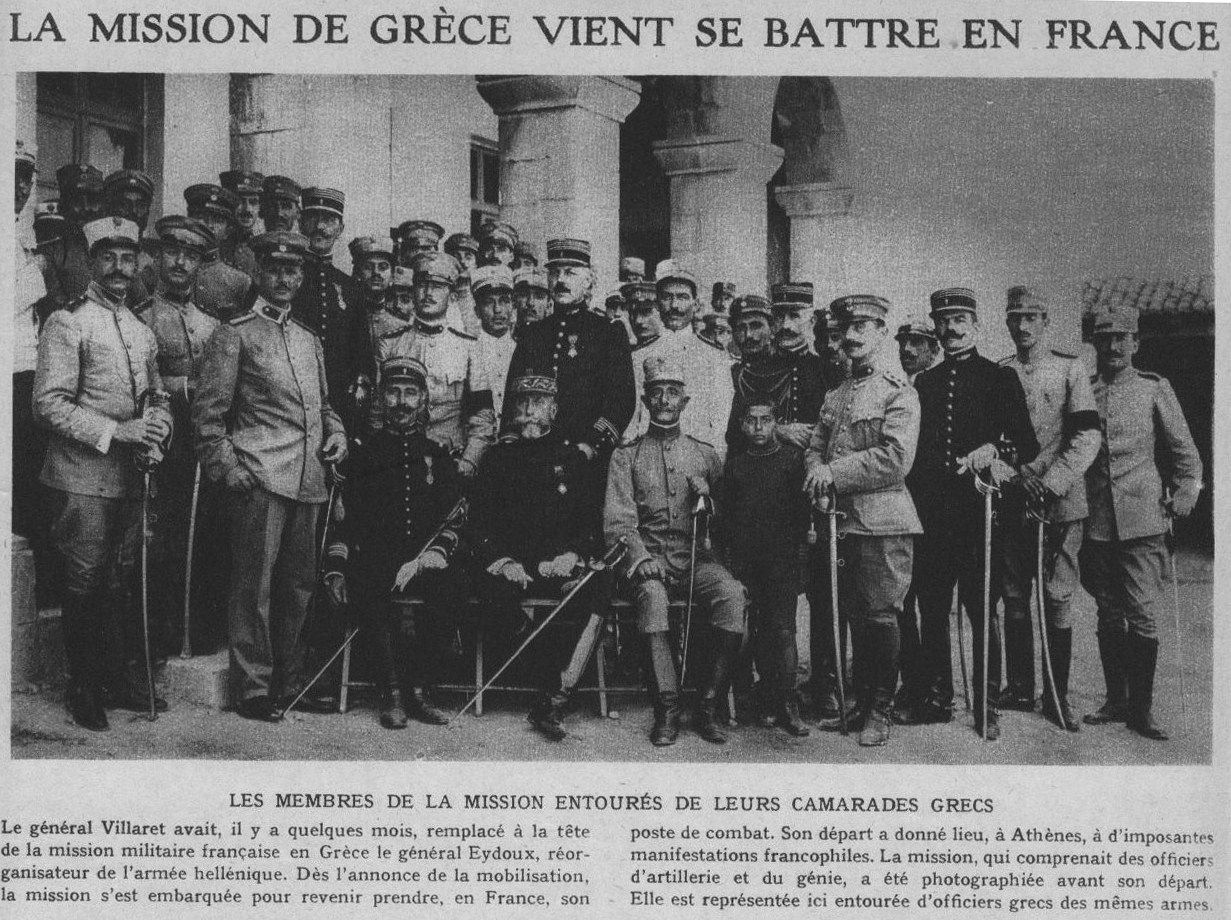
Французская военная миссия в Грецию (1911—1914)[англ.] с греческими офицерами перед отъездом из Греции
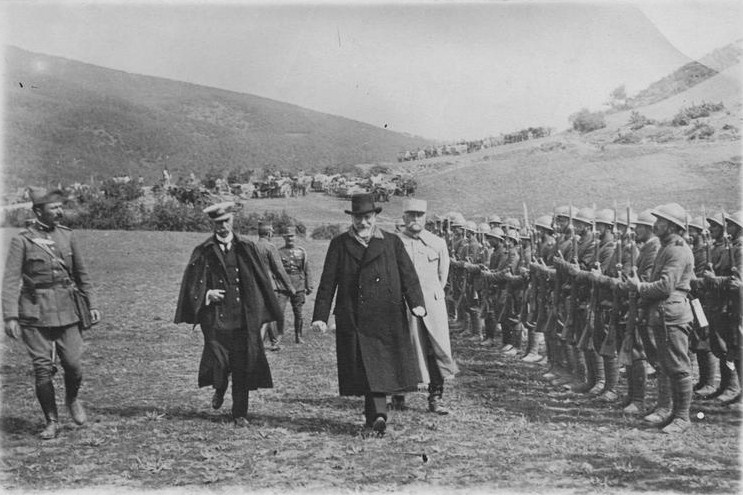
Элефтериос Венизелос с адмиралом Павлосом Кунтуриотисом и французским генералом Морисом Сарраем проводят обзор части союзной армии на Салоникском фронте во время Первой мировой войны
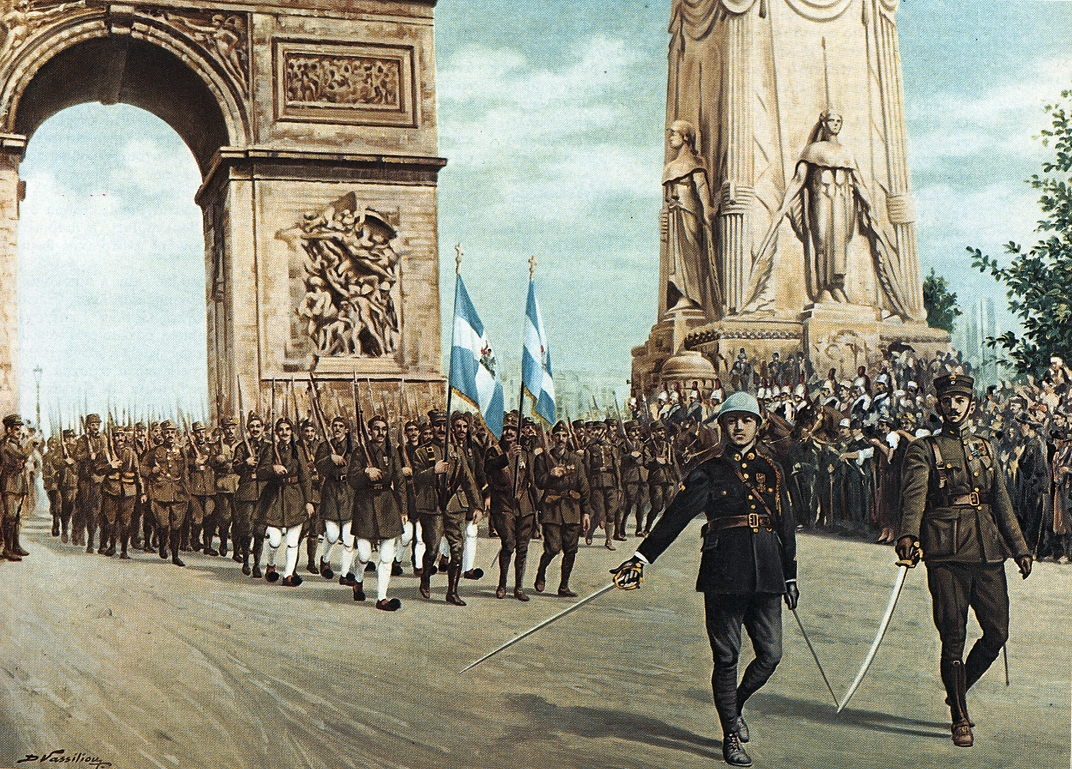
Картина с изображением греческих воинских частей на Параде Победы в Первой мировой войне у Триумфальной арки в Париже в июле 1919 года
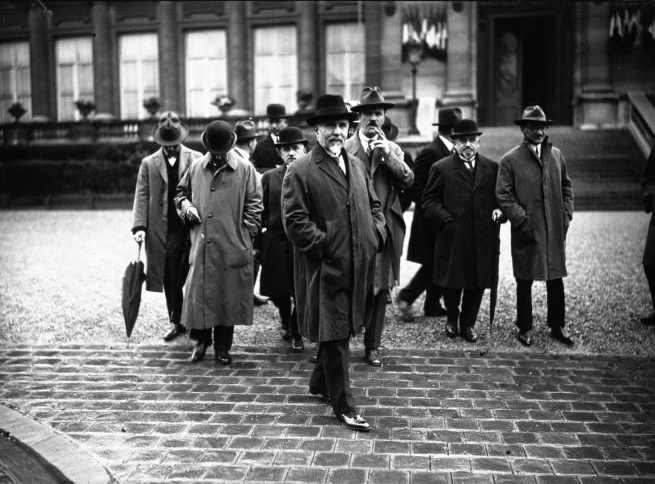
Посол Греции во Франции Александрос Карапанос[англ.] во время дискуссий в Париже в Лиге Наций в 1925 году
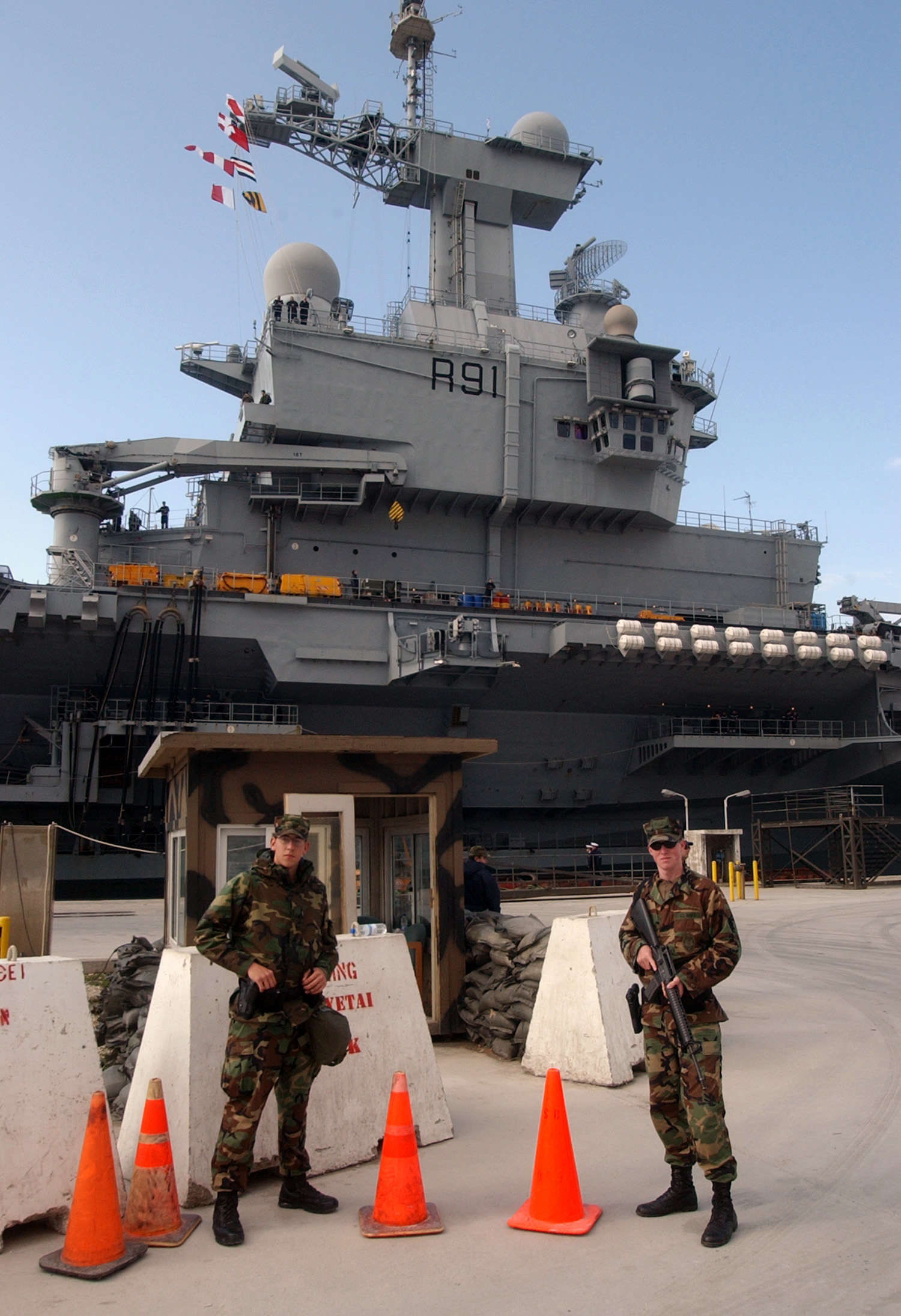
Французский авианосец FS Charles DeGaulle (R 91) в доке в греческом заливе Суда в 2003 году
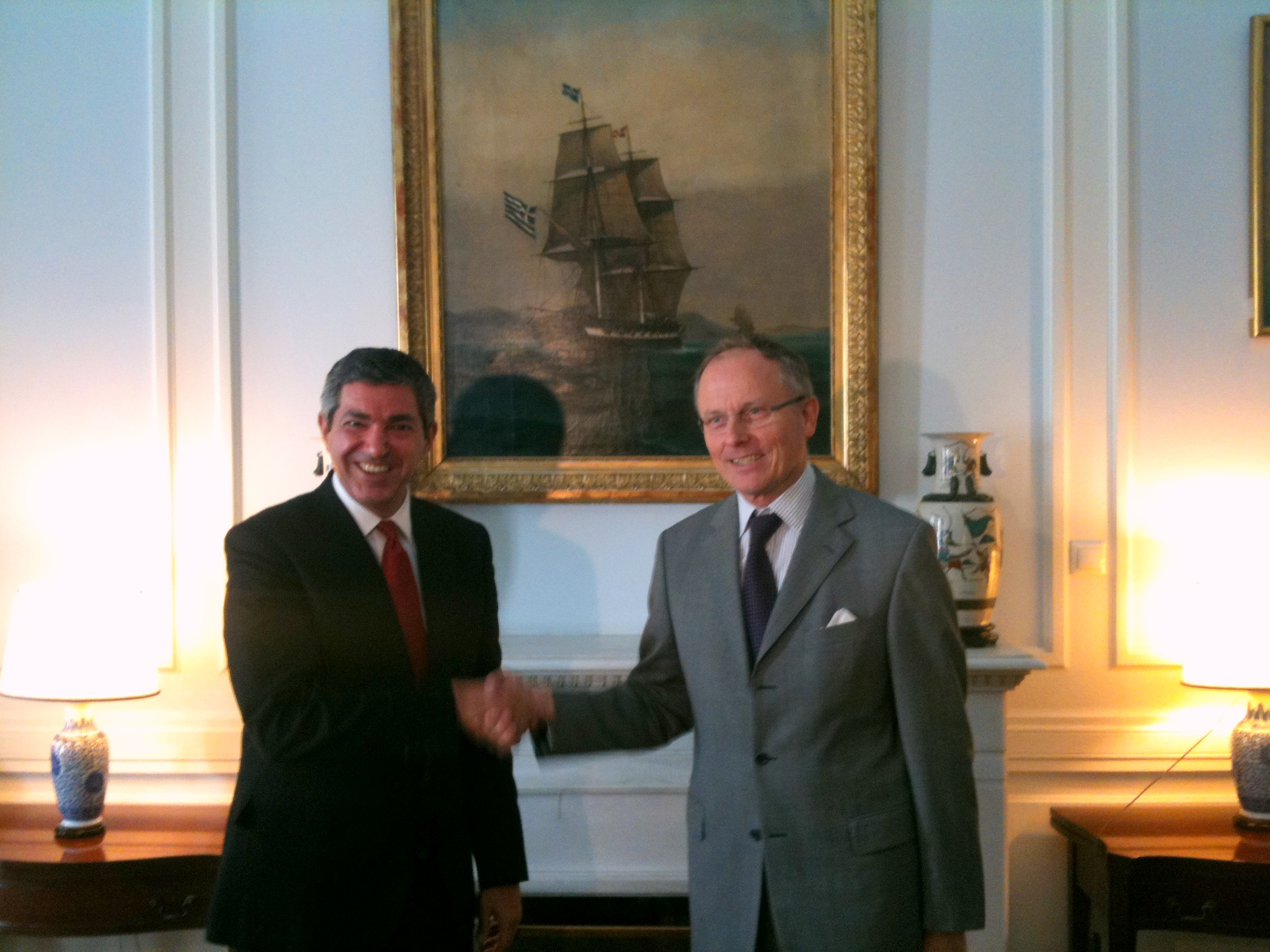
Министр иностранных дел Греции Ставрос Ламбринидис с послом Франции Жан-Лу Кун-Дельфоржем в октябре 2011 года
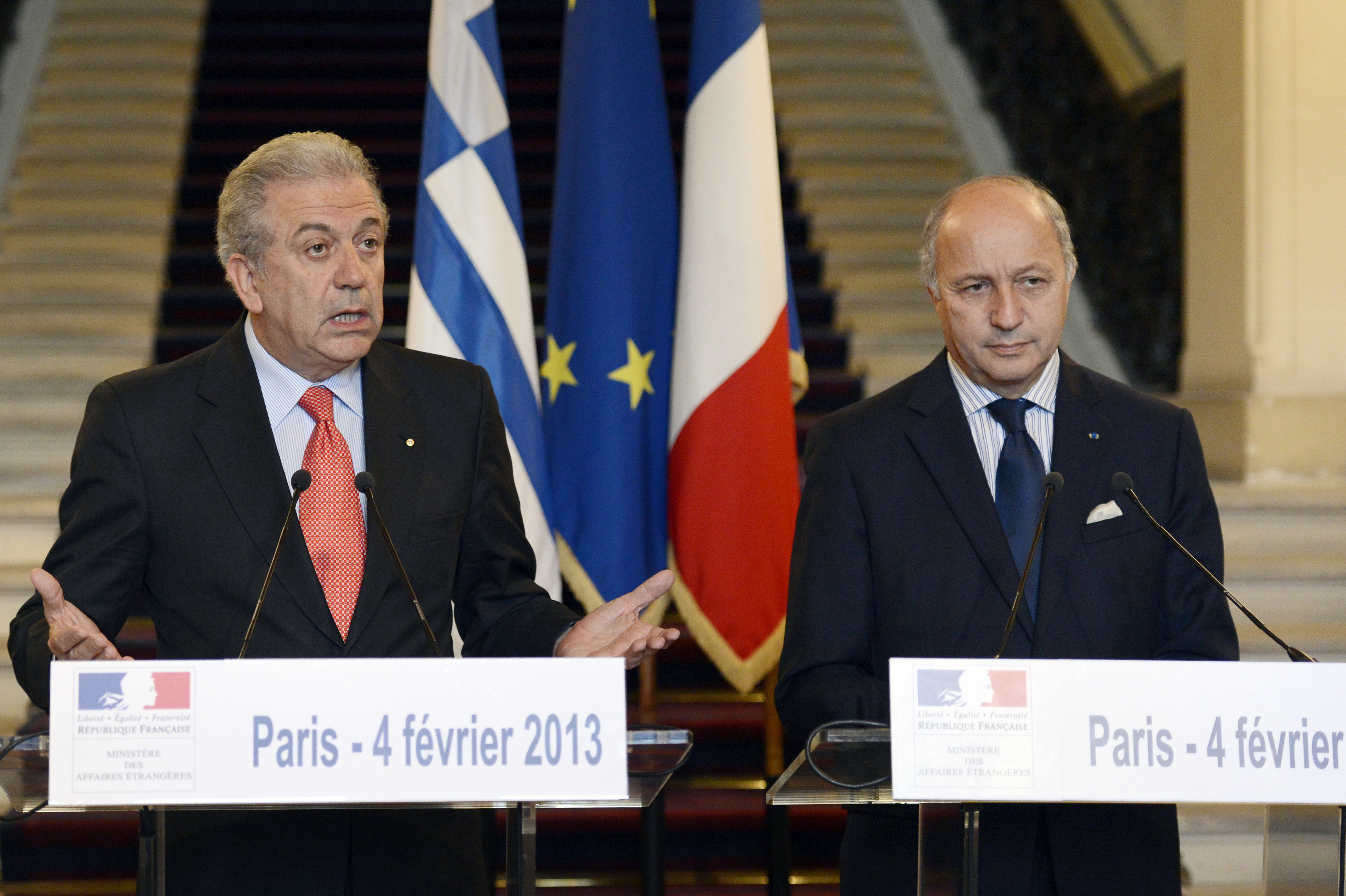
Министр иностранных дел Греции Димитрис Аврамопулос и министр иностранных дел Франции Лоран Фабиус на совместной пресс-конференции в Париже в феврале 2013 года

## см. также
- Греческие добровольцы в франко-прусской войне 1870-1871 годов